# Astronomia amadora

Astrônomos amadores observando uma chuva de meteoros.

A astronomia amadora é o conjunto de atividades astronômica realizadas por astrônomos não profissionais geralmente em grupos de divulgação em redes sociais ou revistas sobre astronomia.

## Atividades
Estas atividades incluem:
- Construção de telescópios[2]
- Instalação de pequenos observatórios
- Observação de estrelas variáveis[3]
- Observação solar (manchas solares)[4]
- Observação planetária (planetas de nosso Sistema Solar)
- Observação Lunar[5]
- Busca por supernovas[6]
- Busca por cometas
- Busca por asteróides[5]
- Busca por exoplanetas

Além destas atividades, os astrônomos amadores têm importância fundamental na divulgação da Astronomia ao grande público, uma vez que permitem a um número muito grande de pessoas terem um primeiro contato com a área, através, por exemplo, de observações com telescópios "amadores".
Por "observação" entenda-se um acompanhamento sistemático que inclui tomar notas e fazer breves relatórios.